# 馬自達VX-1
馬自達VX-1（日语：マツダ・VX-1）乃是日本鈴木公司子公司印尼鈴木汽車自2013年至2017年間幫馬自達OEM代工製造的7人座緊湊型多功能休旅車，其原型為鈴木Ertiga，另有兄弟車寶騰Ertiga。

## 歷史及概要
2013年 - 5月印尼鈴木汽車開始幫馬自達OEM代工，將鈴木Ertiga換牌成馬自達VX-1，專門銷售東南亞市場。動力心臟為1.4L直列四缸DOHC K14B型引擎，可輸出最大馬力95ps / 6,000rpm、最大扭力13.25kg·m / 4,000rpm。在外觀方面，進氣壩重新設計，前保桿也修正得較為運動化，霧燈造型也跟Ertiga不同。除了鍍鉻車門把手、LED第三煞車燈及廠徽標誌之外，車側和車尾外觀幾乎沒有變動。
2017年 - 2月正式停產。

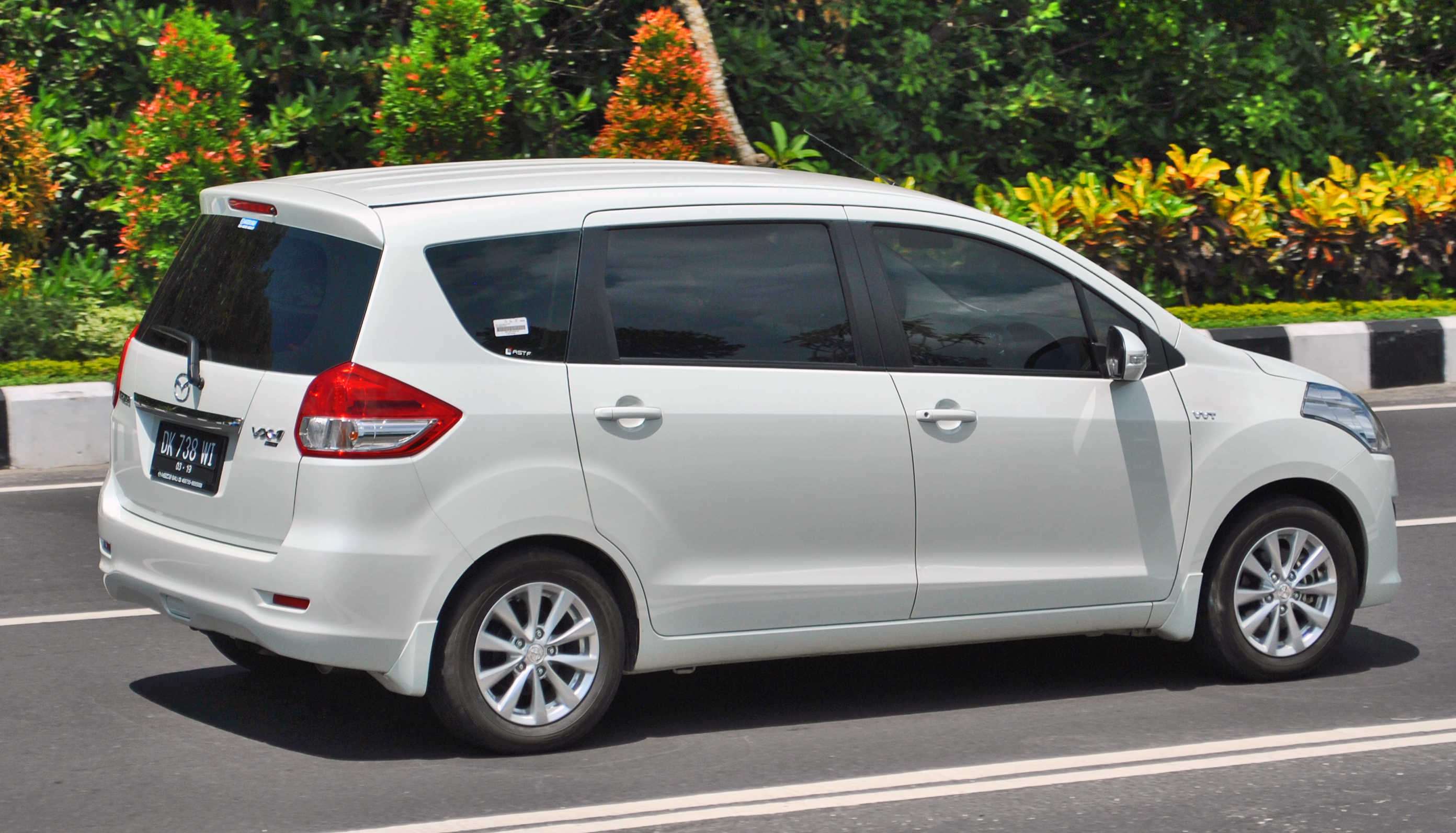
車側
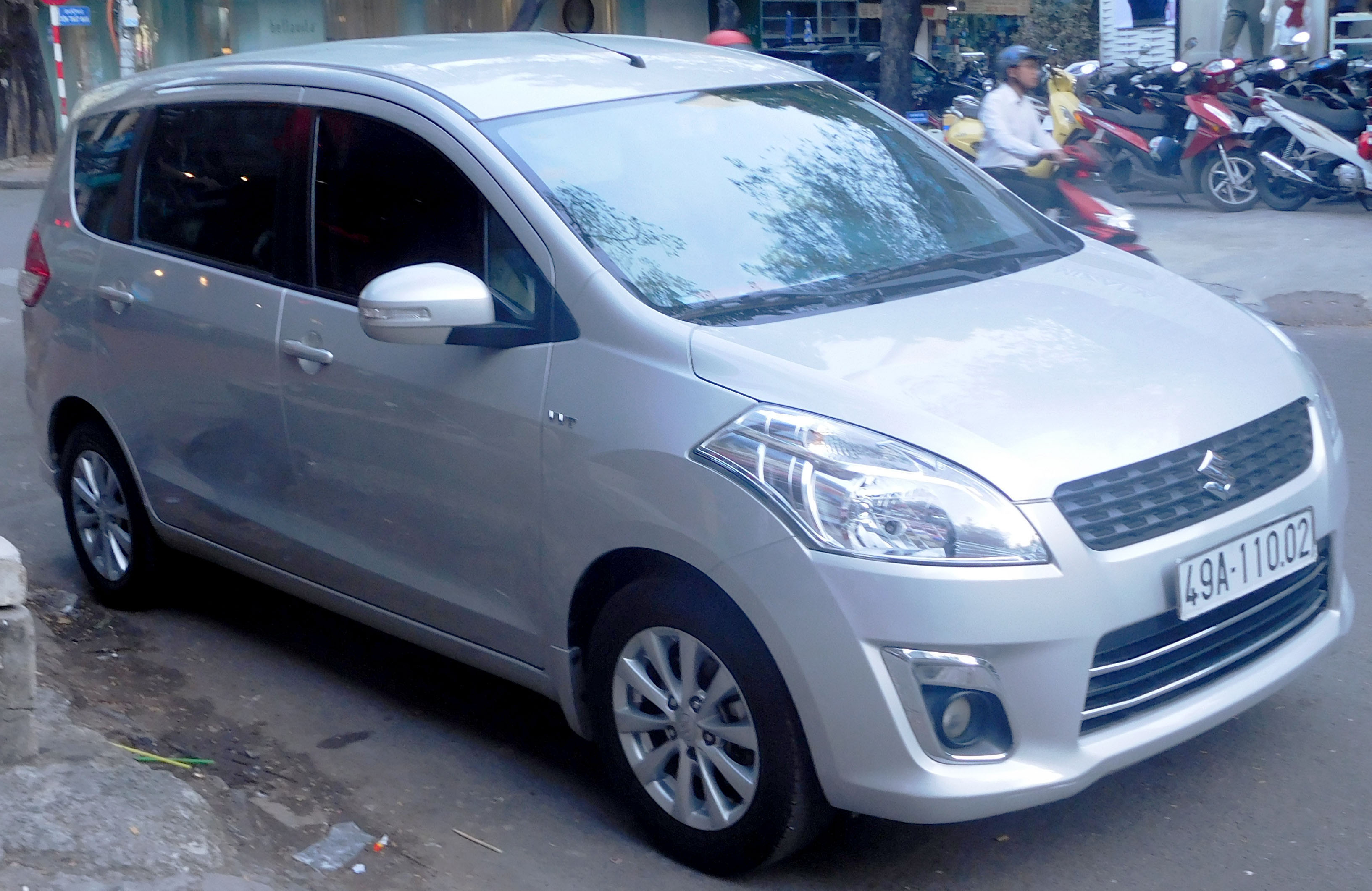
兄弟車鈴木Ertiga

## 外部連結
- （英文）印度官方網站
- （英文）印尼官方網站